# Sarycz
Sarycz (ukr. Са́рич) – przylądek znajdujący się w południowo-zachodniej części Półwyspu Krymskiego.
Przylądek zbudowany jest ze skał wapiennych, jego stoki pokrywają lasy złożone z jałowca, dębu, grabu.
Na końcu przylądka znajduje się latarnia morska, o którą toczył się spór pomiędzy Rosją a Ukrainą od czasu, kiedy w sierpniu 2005 zajęły ją wojska rosyjskie. Nie zważając na wyrok Sądu Gospodarczego w Symferopolu, wojska rosyjskie zajmowały bezprawnie 77 obiektów hydrograficznych i hydrotechnicznych na terenie Krymu, w tym wymienioną latarnię morską Sarycz.